# Avi Wigderson
Avi Wigderson (tiếng Hebrew: אבי ויגדרזון; sinh ngày 9 tháng 9 năm 1956) là một nhà toán học và khoa học máy tính người Israel. Ông là Giáo sư Herbert H. Maass tại trường chuyên toán thuộc Viện Nghiên cứu Cao cấp Princeton ở Princeton, New Jersey. Mối quan tâm nghiên cứu của ông bao gồm lý thuyết độ phức tạp tính toán, thuật toán song song, lý thuyết đồ thị, mật mã, điện toán phân tán và mạng thần kinh. Ông đã nhận được Giải thưởng Abel năm 2021.

## Tiểu sử
Avi Wigderson sinh tại Haifa, Israel, ông thuộc thế hệ người Do Thái đã sống sót sau thảm họa Holocaust. Wigderson tốt nghiệp trường Hebrew Reali ở Haifa, và đã học qua Technion, tốt nghiệp vào năm 1980 sau đó thì tiếp tục học cao học tại Đại học Princeton. Ông đã nhận được bằng Tiến sĩ về khoa học máy tính vào năm 1983 sau khi hoàn thành luận án tiến sĩ với tiêu đề "Các nghiên cứu về độ phức tạp tính toán" dưới sự giám sát của Richard Lipton. Sau các công việc ngắn hạn tại Đại học California, Berkeley, Trung tâm Nghiên cứu Almaden của IBM ở San Jose, California, và Viện Nghiên cứu Khoa học Toán ở Berkeley, ông làm giảng viên tại Đại học Hebrew vào năm 1986. Năm 1999, ông cũng đảm nhận vai trò tại Viện Nghiên cứu Cao cấp, và vào năm 2003 ông từ bỏ công việc tại Đại học Hebrew để chuyển sang làm việc toàn thời gian tại IAS.

## Giải thưởng và danh hiệu
Wigderson nhận giải Nevanlinna năm 1994 cho công trình nghiên cứu về độ phức tạp tính toán. Cùng với Omer Reingold và Salil Vadhan, ông đã giành được Giải thưởng Gödel năm 2009 cho công trình nghiên cứu sản phẩm zig-zag của đồ thị (zig-zag product of graphs), một phương pháp kết hợp các đồ thị nhỏ hơn để tạo ra các đồ thị lớn hơn được sử dụng trong việc xây dựng đồ thị mở rộng. Wigderson được bầu làm thành viên của Viện Hàn lâm Khoa học và Nghệ thuật Hoa Kỳ vào năm 2011. Ông được bầu vào Viện Hàn lâm Khoa học Quốc gia năm 2013. Ông được bầu là một ACM Fellow vào năm 2018 vì "đóng góp cho toán học và khoa học máy tính lý thuyết". Năm 2019, Wigderson được trao Giải thưởng Knuth vì những đóng góp của ông cho "nền tảng của khoa học máy tính trong các lĩnh vực bao gồm tính toán ngẫu nhiên, mật mã, độ phức tạp của mạch, độ phức tạp của chứng minh, tính toán song song và hiểu biết liên quan chúng về các thuộc tính đồ thị cơ bản".
Năm 2021, Wigderson nhận giải thưởng Abel cùng với László Lovász "vì những đóng góp cơ bản của họ cho khoa học máy tính lý thuyết và toán học rời rạc, và vai trò tiên phong của họ trong việc định hình chúng thành các lĩnh vực trung tâm của toán học hiện đại."